# 제1견지함대
제1견지함대(第一遣支艦隊 다이이치켄시칸타이[*], 영어: 1st China Expeditionary Fleet)는 일본 제국 해군 지나방면함대의 3개 함대 중의 하나였다.

## 역사
1939년 11월 15일, 제3함대가 제1견지함대로 개명됨에 따라 생겨났다. 함대는 상하이를 거점으로 장강(양쯔강) 유역까지 행동하였다. 주력은 우한 육전대, 한커우 특별근처기대, 양쯔강 항로 확보를 위해 모든 포함을 모은 제11전대였다.. 여기에 주장이나 난징에 주둔하는 육상부대가 더해졌다.
1942년 1월 15일, 일본의 전선이 동남아시아와 남서태평양으로 넓어져 각 전선으로 전력을 전출함에 따라 항커우 특별근거지대 또한 전력이 빠져나갔고 항커우 경비대로 작아졌다. 항커우 특별근거지대 사령관을 겸임하고 있던 제1견지함대 참모장 이치노세 신이치 소장의 직함은 한커우 특별근거지대 부사령관장인 스에히로 유미 대좌에게 넘겨졌다. 오다 미노루 대좌는 요코스카 진수부로 전출되었다.
1943년 8월 20일, 제1견지함대가 해체되고, 양쯔강 특별근거지대로 재편성되었다.. 임무는 바뀌지 않고 지상부대는 하던대로 점령하고 있던 우한, 난징, 주장 등의 거점을 유지하고, 함포는 양쯔강 항로확로에 종사하였다. 전쟁 말기에는 특공정 신요 부대가 배치되었다. 시간이 지날 수록 함포가 격침되어 수가 적어졌고, 양쯔강 특별근거지대는 전투를 이어갔다.

## 구조

### 지휘부
| # | 계급 | 성명              | 취임일           | 이임일          | 추가 설명                                    |
| - | ---- | ----------------- | ---------------- | --------------- | -------------------------------------------- |
| 1 | 중장 | 다니모토 우마타로 | 1939년 11월 15일 |                 |                                              |
| 2 | 중장 | 호조가야 보시로   | 1940년 11월 15일 |                 |                                              |
| 3 | 중장 | 고마쓰 데루히사   | 1941년 7월 5일   |                 |                                              |
| 4 | 중장 | 마사타 가쿠사부로 | 1942년 2월 14일  |                 |                                              |
| 5 | 중장 | 엔도 요시카즈     | 1943년 3월 9일   | 1943년 8월 20일 | 함대 해체, 양쯔강 방면특별근거지대로 재편성. |

| # | 계급 | 성명            | 취임일           | 이임일          | 추가 설명                                |
| - | ---- | --------------- | ---------------- | --------------- | ---------------------------------------- |
| 1 | 소장 | 호리우치 시구레 | 1939년 11월 15일 |                 |                                          |
| 2 | 소장 | 이치노세 신이치 | 1940년 10월 15일 |                 |                                          |
| 3 | 소장 | 고구레 군이치   | 1942년 7월 25일  | 1943년 8월 20일 | 양쯔강 방면특별근거지대로 재편성 및 전출 |

## 같이 보기
- 지나방면함대
  - 제2견지함대
  - 제3견지함대

## 참고

### 인용
1. 1 2 3  戦史叢書79 1975, 001b쪽付表第一
2. ↑  戦史叢書79 1975, 128–130쪽支那方面艦隊の改編(遣支艦隊の創設)
3. ↑  戦史叢書91 1975, 434쪽.
4. 1 2  戦史叢書79 1975, 129쪽.
5. ↑  “海軍辞令公報” (일본어). アジア歴史資料センター. 1943년 1월 15일. 38-39쪽.
6. ↑  戦史叢書79 1975, 381–382쪽〔既存兵力の整理〕
7. ↑  戦史叢書79 1975, 002a쪽付表第二(「中國方面海軍作戦<2>」)支那方面艦隊主要部隊指揮官一覧表
8. ↑  戦史叢書79 1975, 002b쪽付表第二

### 자료
- 防衛研修所戦史室 (1974년 3월). 《中國方面海軍作戦＜1＞ 昭和十三年三月以前》. 戦史叢書 (일본어) 72. 朝雲新聞社.
- 防衛研究所戦史室 (1975년 1월). 《中國方面海軍作戦＜2＞》. 戦史叢書 (일본어) 79. 朝雲新聞社.
- 防衛研究所戦史室 (1975년 12월). 《大本營海軍部・連合艦隊＜1＞》. 戦史叢書 (일본어) 91. 朝雲新聞社.